# Księgosusz
Księgosusz lub pomór bydła (łac. Typhus bovum contagiosus) – bardzo zaraźliwa, ostro przebiegająca choroba wirusowa bydła i dziko żyjących przeżuwaczy. Umieralność wynosi powyżej 90%. Powoduje martwicę błon śluzowych. W Polsce nie występuje od wiosny 1922 roku. Ostatni potwierdzony przypadek tej choroby na świecie miał miejsce w 2001 roku. 14 października 2010 roku księgosusz, jako druga w historii po ospie prawdziwej choroba zakaźna, został ogłoszony przez Organizację Narodów Zjednoczonych do spraw Wyżywienia i Rolnictwa chorobą całkowicie eradykowaną.

## Etiologia
Wirus księgosuszu jest obecnie klasyfikowany jako przynależny do rzędu Mononegavirales, rodziny Paramyxoviridae, podrodziny Paramyxovirinae, rodzaju Morbillivirus.

## Objawy choroby
Na błonie śluzowej pyska występują plamy i owrzodzenia. Ślina ma nieprzyjemny zapach, jest ciągliwa. Występuje kaszel, ogólne osłabienie, brak apetytu i chęci przeżuwania. W okolicach rodnych następuje obrzęk sromu, pojawia się śluzowato-krwawa biegunka, występuje ogólne osłabienie organizmu, pojawia się wysoka gorączka. W przypadku krów cielnych następują poronienia.

## Rozpoznawanie
Zmiany anatomopatologiczne oraz objawy chorobowe, umiejscowienie się zmian w miejscach predylekcyjnych pozwalają z dużą dozą pewności zdiagnozować tę chorobę. Mimo to rozpoznanie należy poprzeć badaniami laboratoryjnymi. Wykonuje się badania serologiczne – odczyn wiązania dopełniacza (OWD) oraz odczyn seroneutralizacji. Można również użyć testu ELISA. Do wykrywania antygenu wirusa w tkankach stosowana jest immunofluorescencja.

## Rozpoznanie różnicowe
Należy uwzględnić i wykluczyć następujące jednostki chorobowe: głowica, pryszczyca, pęcherzykowe i grudkowe zapalenie jamy ustnej bydła.

## Zapobieganie i zwalczanie
Księgosusz jest chorobą zwalczaną z urzędu. Podlega obowiązkowi zgłaszania oraz notyfikacji w krajach Unii Europejskiej.